# Казаков Василь Іванович (маршал артилерії)
Васи́ль Іва́нович Казако́в (рос. Василий Иванович Казаков; 18 липня 1898 — 25 травня 1968) — радянський воєначальник, маршал артилерії (11.03.1955). Герой Радянського Союзу (06.04.1945).
Обирався депутатом Верховної Ради СРСР 2-го скликання (1946—1950).

## Життєпис
Народився у селі Філіпово, нині Бутурлінський район Нижньогородської області Росії, в багатодітній селянській родині. Росіянин. У 1911 році закінчив церковнопарафіяльну школу і розпочав трудову діяльність на приватних підприємствах Санкт-Петербурга.
У травні 1916 року призваний до Російської імператорської армії: рядовий 180-го запасного піхотного полку (Петроград), 1-го запасного дивізіону (Луга), 433-го Новгородського піхотного полку (Рига). Учасник Лютневої революції 1917 року в Петрограді.
У лавах Червоної армії з 1918 року. Того ж року закінчив 2-гі Петроградські артилерійські командні курси. Учасник Громадянської війни в Росії: командир артилерійської батареї на Північному і Західному фронтах.
Після війни командував артилерійським дивізіоном, артилерійським полком, був начальником артилерії дивізії, корпусу. У 1925 році закінчив Військову артилерійську школу, у 1929 та 1936 роках — Артилерійські курси удосконалення командного складу РСЧА, у 1934 році — Військову академію імені М. В. Фрунзе, у 1939 році — Курси удосконалення вищого начальницького складу РСЧА. Член ВКП(б) з 1932 року.
Початок німецько-радянської війни зустрів на посаді начальника артилерії механізованого корпусу. З липня 1941 року — начальник артилерії 16-ї армії Західного фронту. З липня 1942 року — начальник артилерії Брянського, а з жовтня того ж року — Донського фронтів. Брав участь у Сталінградській битві. З лютого 1943 року — начальник артилерії Центрального, згодом — Білоруського та 1-го Білоруського фронтів. Брав участь у плануванні і проведенні Курської битви та битви за Дніпро.
Після закінчення війни — командувач артилерією Групи радянських окупаційних військ у Німеччині. З березня 1950 року — заступник, перший заступник, командувач артилерією Сухопутних військ Радянської армії.
У 1958 році став першим командувачем новоствореного виду військ — військ протиповітряної оборони СРСР.
З 1965 року — військовий інспектор-радник Групи генеральних інспекторів МО СРСР.
Помер 25 травня 1968 року. Похований на Новодівочому Цвинтарі. 

## Родина
Перша дружина - Коростелева Євдокія Олексіївна (1904-?)
Син - Віктор (1922-?)
Друга дружина - Шишманева Галина Павлівна (1911-1943)
Третя дружина - Казакова Світлана Павлівна (1920-2019)
Доньки - Світлана (1949) і Тамара (1965)

## Військові звання
- комбриг (05.11.1939);
- генерал-майор артилерії (04.06.1940);
- генерал-лейтенант артилерії (17.11.1942);
- генерал-полковник артилерії (18.09.1943);
- маршал артилерії (11.03.1955).

## Нагороди
Указом Президії Верховної Ради СРСР від 6 квітня 1945 року генерал-полковникові артилерії Казакову Василю Івановичу присвоєно звання Героя Радянського Союзу з врученням ордена Леніна і медалі «Золота Зірка» (№ 5871).
Нагороджений чотирма орденами Леніна (08.10.1942, 06.04.1945, 21.02.1945, 30.07.1958), п'ятьма орденами Червоного Прапора (12.04.1942, 27.08.1943, 03.11.1944, 24.06.1948, 22.02.1968), трьома орденами Суворова 1-го ступеня (29.07.1944, 18.11.1944, 29.05.1945), орденами Кутузова 1-го ступеня (08.02.1943), Суворова 2-го ступеня (02.10.1943), Червоної Зірки (16.08.1936), медалями, нагородами іноземних держав.

## Вшанування пам'яті
Ім'ям Василя Казакова названо вулиці в містах Санкт-Петербург, Нижній Новгород, селищі міського типу Бутурліно Нижньогородської області.
У Санкт-Петербурзі, на фасаді будівлі Кадетського ракетно-артилерійського корпусу, встановлено меморіальну дошку.
У селі Філіпово Бутурлінського району Нижньогородської області встановлено погруддя.

## Твори
В. І. Казаков є автором низки книг:
- «Роль артилерії у захисті соціалістичної Батьківщини» (1959);
- «На переломі» (1962);
- «Вони живуть у пам'яті народній» (1969);
- «Артилерія, вогонь!» (1968, 1975, 1985);
- «Артилерія, вогонь! Записки маршала артилерії» (2008).